# Barrigada
Barrigada  (chamorro: Barigåda) är en ort och en village (administrativ enhet) i Guam (USA). Den ligger i den centrala delen av Guam, 5 km öster om huvudstaden Hagåtña. Antalet invånare är 8 875. Barrigada ligger på ön Guam.